# Andrena schuberthi
Andrena schuberthi är en biart som beskrevs av Gusenleitner 1998. Andrena schuberthi ingår i släktet sandbin, och familjen grävbin. Inga underarter finns listade i Catalogue of Life.